# Существо в корзине 3: Потомство
«Существо в корзине 3: Потомство» — американский фильм ужасов 1992 года, заключительная часть трилогии «Существо в корзине».

## Сюжет
В поместье тётушки Рут рождается новое поколение монстров. Полиция решает уничтожить поместье и всех его обитателей после событий второй части. Однако мутанты готовы защищать себя и Рут, приютившую их всеми средствами. Разгневанные чудовища устраивают кровавую вакханалию.